# Le Cœur en berne
Le Cœur en berne est un recueil de nouvelles et de poésies de Renaud Santa Maria paru le 12 avril 2010 chez Stéphane Million éditeur  (ISBN 978-2917702-17-8).
Ce livre se compose de quatre nouvelles publiées en 2008 et 2009 dans la revue Bordel, éditée par Stéphane Million éditeur, agrémentées de deux nouvelles inédites. S’ensuit Calicots lunaires, fragments poétiques, écrit comme un journal de bord du vide entre 1989 et aujourd’hui. Renaud Santa Maria nous livre une part de son univers, entre vaines espérances et quête d’absolu. Tiraillé par ce qui semble inéluctable à tous, l’auteur cherche, au travers de ce qu’il nomme « les néants en vacations », à trouver ce qui peut faire encore tenir debout les hommes blessés par la lucidité qu’ils ont de leur destinée. Le rêve, l’amour, l’ivresse, les idéaux, Dieu ,,?